# Boris Skosyriew
Boris Michajłowicz Skosyriew, ros. Борис Михайлович Скосырев, Boris Skossyreff (ur. 12 czerwca 1896 w Wilnie, zm. w 1989 w Boppard) – rosyjski biały emigrant, awanturnik, krótkotrwały władca Andory w 1934, tłumacz Wehrmachtu podczas II wojny światowej.

## Życiorys
Na początku 1919 wyjechał do Wielkiej Brytanii. Według jego wspomnień wypełniał różnego rodzaju tajne misje na rzecz brytyjskiego państwa. Faktycznie był aresztowany przez policję za fałszowanie czeków i malwersacje finansowe. W 1925 przybył do Holandii, gdzie miał otrzymać tytuł comte d’Orange. W 1932 osiedlił się na Balearach, gdzie podawał się za profesora literatury angielskiej.
W grudniu 1933 zagrożony wydaleniem z Hiszpanii, odwiedził Andorę, otrzymując miejscowe obywatelstwo. Przedstawił Radzie Generalnej, stanowiącej organ wykonawczy księstwa, plan reform polityczno-gospodarczych. Został on jednak odrzucony w maju 1934. 7 lipca tego roku ponownie zwrócił się do Rady Generalnej, proponując dodatkowo swoją kandydaturę na króla Andory. Po poparciu większości członków Rady ogłosił się królem Borisem I jako regent króla francuskiego. Ogłosił konstytucję księstwa, w której regulował działalność sądów, ustawodawstwo, a także zwolnił obywateli z wszystkich podatków. Znalazł się też zapis o bezpłatnej edukacji i służbie zdrowia. Rada zatwierdziła reformy B. M. Skosyriewa. 12 lipca wypowiedział on wojnę biskupowi hiszpańskiego Urgell – Justiemu Guitartowi i Vilardebie, który – obok prezydenta Francji – sprawował wcześniej zwierzchnictwo nad księstwem. 20 lipca B. N. Skosyriew został aresztowany przez hiszpańskich żandarmów przysłanych przez biskupa Urgell. Po procesie w Barcelonie krótko przebywał w więzieniu, po czym w listopadzie został deportowany do Portugalii. Tam ponownie go aresztowano, ale krótko potem wypuszczono na wolność. Później prawdopodobnie mieszkał we Francji.
W 1939 r. został internowany w obozie pod Tuluzą, z którego wypuszczono go po klęsce Francji w wojnie z Niemcami w czerwcu 1940 r. Po ataku wojsk niemieckich na ZSRR 22 czerwca 1941, służył na froncie wschodnim jako tłumacz w stopniu Sonderführera w Wehrmachcie. Według jednej wersji w 1945 miał dostać się do niewoli amerykańskiej, a następnie być sądzony za kolaborację z Niemcami. Według innej wersji w 1948 został aresztowany przez Sowietów w Eisenach i do 1956 przebywał w łagrze, po czym zamieszkał w zachodnich Niemczech.
W 1984 r. kataloński pisarz Antoni Morell i Mora napisał opowiadanie Boris I, rei d’Andorra opisujące andorski epizod życia B. N. Skosyriewa.